# Пастушок-голоок
Пастушок-голоок (Gymnocrex) — рід журавлеподібних птахів родини пастушкових (Rallidae). Представники цього роду мешкають в Індонезії і Папуа Новій Гвінеї.

## Види
Виділяють три види:. 
- Пастушок-голоок синьошкірий (Gymnocrex rosenbergii)
- Пастушок-голоок талаудський (Gymnocrex talaudensis)[6]
- Пастушок-голоок рожевошкірий (Gymnocrex plumbeiventris)

## Етимологія
Наукова назва роду Gymnocrex походить від сполучення слова дав.-гр. γυμνος — голий і наукової назви роду Деркач (Crex Bechstein, 1803).